# Ramon Zomer
Ramon Zomer (ur. 13 kwietnia 1983 w Almelo) – holenderski piłkarz występujący na pozycji środkowego obrońcy. Od 2014 jest piłkarzem Heraclesa Almelo.

## Kariera
Zomer karierę rozpoczynał w 1995 roku jako junior w FC Twente. Do pierwszej drużyny Twente został przesunięty przed rozpoczęciem sezonu 2002/2003. Zadebiutował tam 30 sierpnia 2002 w przegranym przez jego zespół 2-3 pojedynku z RKC Waalwijk, rozegranym w ramach rozgrywek Eredivisie. Łącznie w debiutanckim sezonie rozegrał dziewięć spotkań. 1 lutego 2004 strzelił pierwszego gola w zawodowej karierze. Było to w ligowym meczu z Feyenoordem, przegranym przez Twente 2-3. Na koniec sezonu 2005/2006 Zomer uplasował się z klubem na dziewiątej pozycji w lidze i awansował do Pucharu UEFA. Zakończyli go jednak na drugiej rundzie kwalifikacyjnej, po porażce w dwumeczu z Levadią Tallinn. Rok później piłkarze Twente ponownie grali w Pucharze UEFA. Tym razem odpadli z niego w pierwszej rundzie, po przegranym dwumeczu z Getafe CF. W barwach drużyny z Enschede grał do lata 2008. Wówczas został wypożyczony do NEC Nijmegen. Pierwszy występ zanotował tam 13 września 2008 w zremisowanym 1-1 ligowym spotkaniu z macierzystym klubem Zomera - Twente. Na wypożyczeniu Zomer rozegrał łącznie 24 spotkania. Po sezonie 2008/2009 klub z Nijmegen wykupił go od Twente. 
22 sierpnia 2011 zawodnik zmienił klub na SC Heerenveen

## Kariera reprezentacyjna
Zomer jest byłym reprezentantem Holandii U-21. W 2006 roku Zomer był uczestnikiem wygranych przez Holandię Mistrzostw Europy U-21 w 2006 roku.